# Zimmerius albigularis
A Zimmerius albigularis a madarak (Aves) osztályának a verébalakúak (Passeriformes) rendjébe és a királygébicsfélék (Tyrannidae) családjába tartozó faj.

## Rendszerezés
Besorolása vitatott, egyes szervezetek szerint a Zimmerius chrysops alfaja Zimmerius chrysops albigularis néven.

## Előfordulása
Kolumbia és Ecuador területén honos. A természetes élőhelye szubtrópusi és trópusi síkvidéki és hegyi esőerdők, valamint ültetvények és vidéki kertek. Állandó, nem vonuló faj.